# ایزو فتالیک اسید
ایزو فتالیک اسید (به انگلیسی: Isophthalic acid) با فرمول شیمیایی C6H4(COOH)2 یک ترکیب شیمیایی با شناسه پاب‌کم 8418 است. که جرم مولی آن ۱۶۶٫۱۴ گرم بر مول می‌باشد. شکل ظاهری این ترکیب، جامد بلوری سفید است.